# Сундук

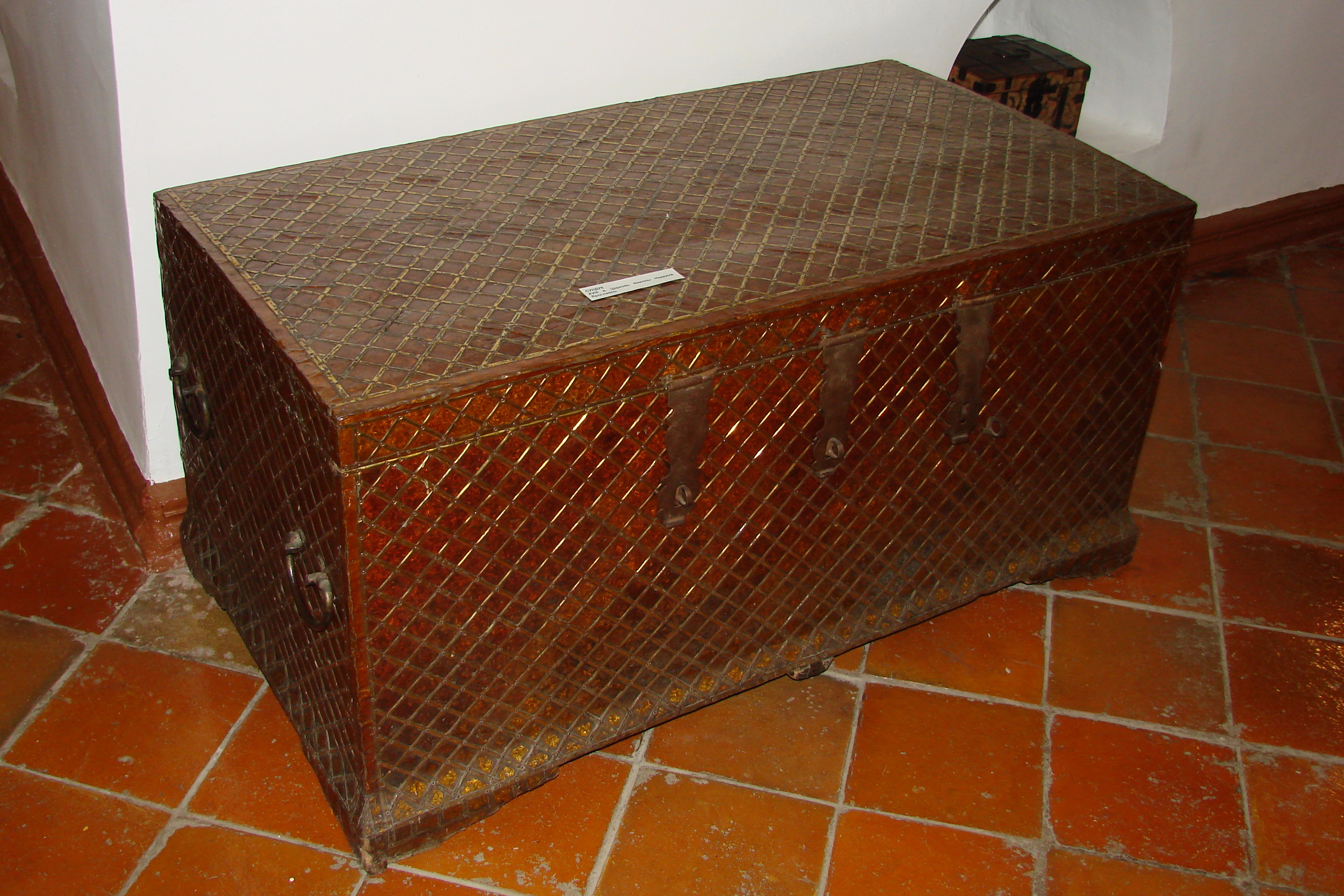
Сундук (Россия, XVIII век)

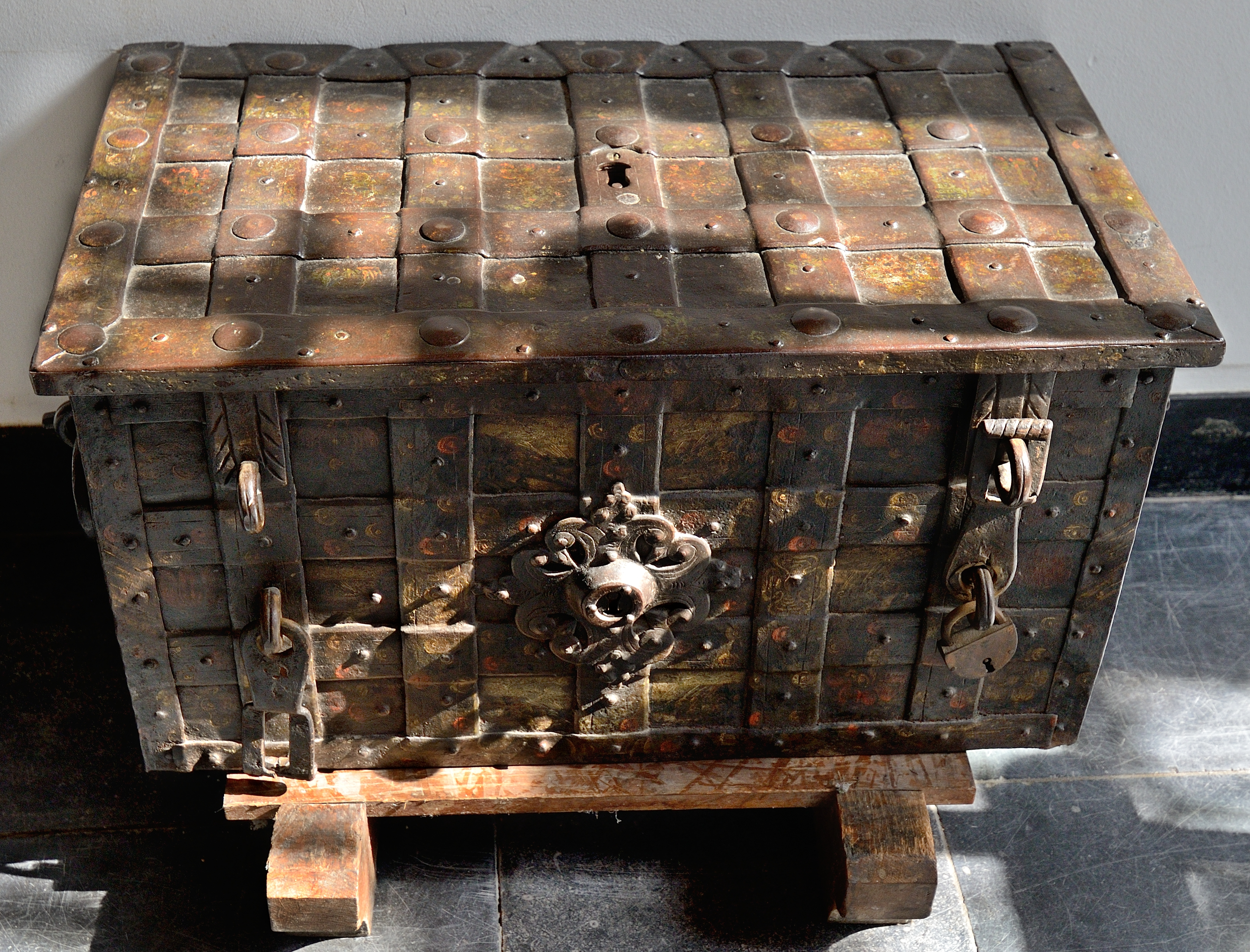
Сундук, Нидерланды

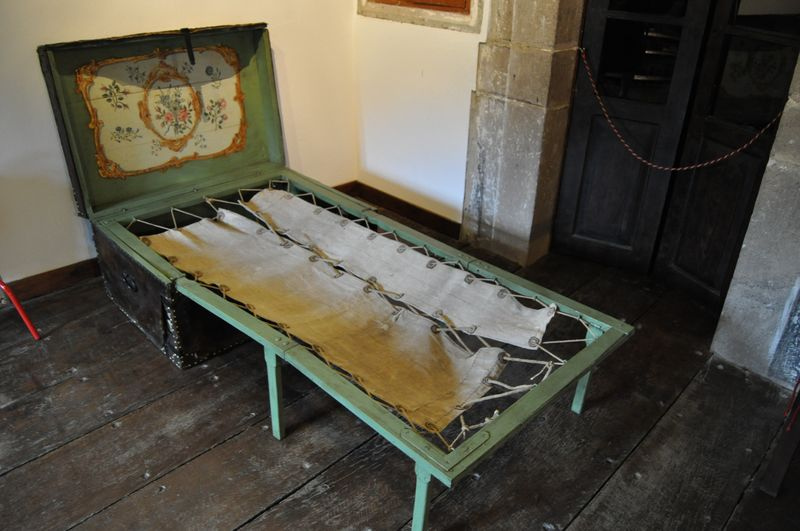
Складная походная кровать военной кампании XVIII века, укладываемая в сундук и принадлежавшая испанскому генералу Григорио Гарсия де ла Куэста (1741—1811) (музейный экспонат, Испания)

Сунду́к (от тюркского сандык) — изделие корпусной мебели с откидной или съёмной верхней крышкой, используется как ёмкость для хранения предметов обихода, драгоценностей и других ценных вещей. Использовался в самых разных культурах, начиная с древних времён. В настоящее время сундук (сандык), как предмет обихода, можно увидеть в казахских аулах, русских и восточноевропейских деревнях, а также в различных музеях.

## История

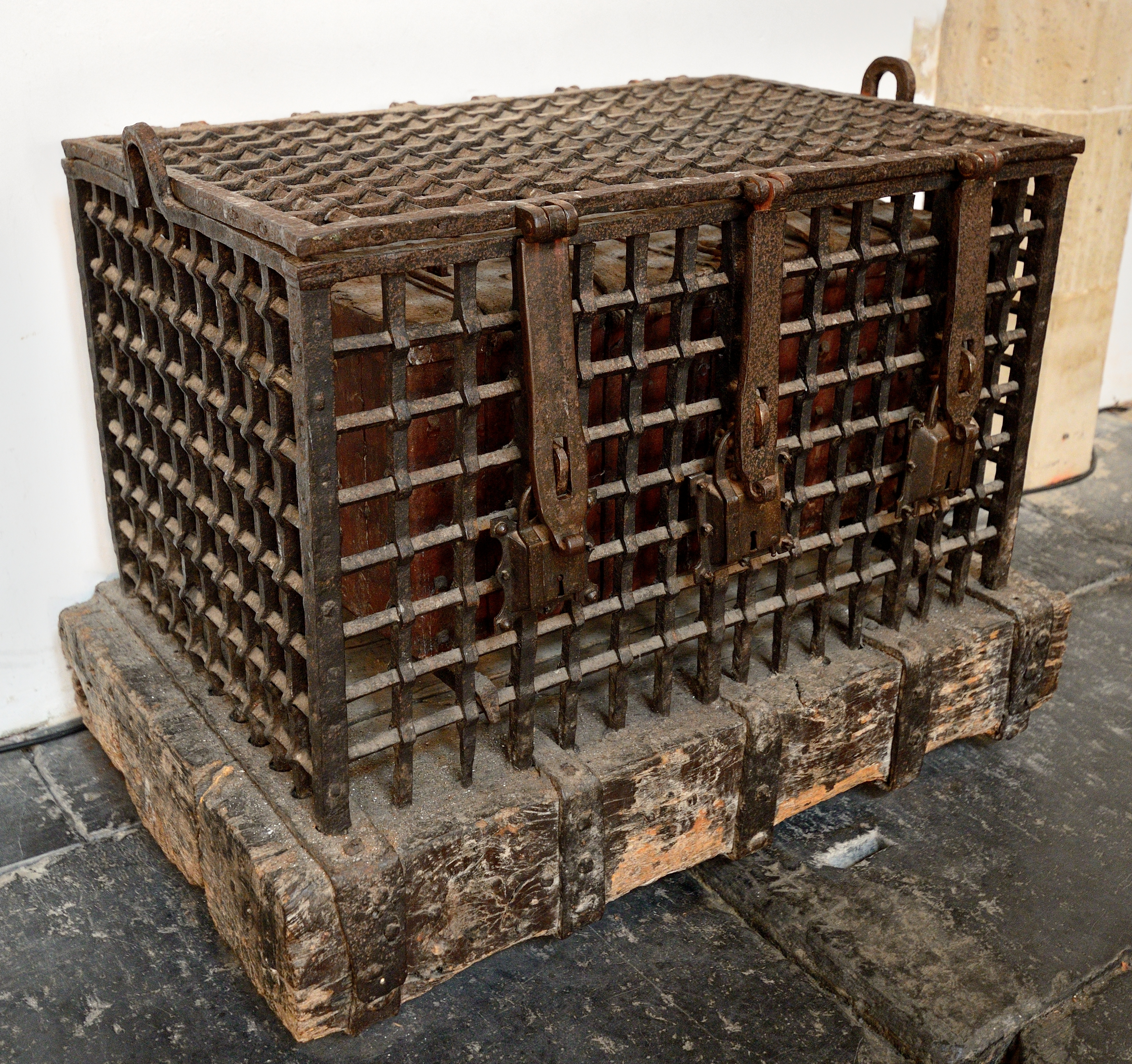
Сундук в церкви Святого Бавона в Харлеме (Нидерланды)

Древнейшие из сохранившихся сундуков были изготовлены в Древнем Египте. Позже, в Древней Греции, употреблялись сундуки рамочно-филёнчатой конструкции. В остальной Европе сундуки распространились в период раннего Средневековья. Применялись они и в средневековом Китае. В средневековой России сундуки также были одними из самых распространённых предметов мебели.
Само слово сундук (сандуқ, ср. араб. صندوق‎: коробка) упоминает тимуридский поэт Алишер Навои в значении ларца для хранения драгоценностей.
В период раннего Средневековья сундук являлся часто основным и универсальным предметом мебели. Мог исполнять роль стола, стула, кровати и, конечно, — непосредственно хранилища одежды, предметов домашнего обихода, ценностей. Сундук является предшественником и прообразом шкафа; поставленный вертикально, стал иметь две дверцы, ящики. В готический период стали делаться сундуки на высоких ножках, что привело к появлению поставца. В эпоху Возрождения в Италии делались сундуки со спинкой и подлокотниками — «кассапанка».
Во Франции (конкретно в Бретани, Стране Басков, Оверни, и Эльзасе), помимо обычных сундуков и ларей, также бытовал ларь-скамья, по конструкции схожий с кассапанкой, за исключением отсутствия спинки. Он мог приставляться к кровати, чем помогал забираться на высокое ложе кроватей. В ларях хранилось бельё, по бокам, могли присутствовать подлокотники в виде ящичков, в которых хранились свечи и табак. В Басконии лари-скамьи находились напротив камина перпендикулярно стене, там хранились дрова или некоторые продукты.
Благодаря консервативной и практичной народной культуре сохранились до наших дней типы сундуков древних архаичных конструкций.
Владимир Иванович Даль в своём словаре называл сундуки и коробьи «коренной русской утварью» и замечал, что макарьевские сундучники снабжали своим товаром всю Россию, Закавказье, Хиву и Бухару, причём они до шести сундуков вставляли один в другой.
На Украине сундук (укр. скриня) считался семейной реликвией. В селянских семьях у каждой украинской девушки с 15 лет была собственная скрыня, куда складывалось приданое. Скрыня служила показателем зажиточности рода, из которого она происходила. Торжественный внос скрыни невесты в дом жениха был отдельным действием свадебного обряда на Украине.
На Западной Украине скрыни украшали геометрическим орнаментом, на Центральной, Восточной Украине и на Волыни — растительным.

## Конструкция и разновидности

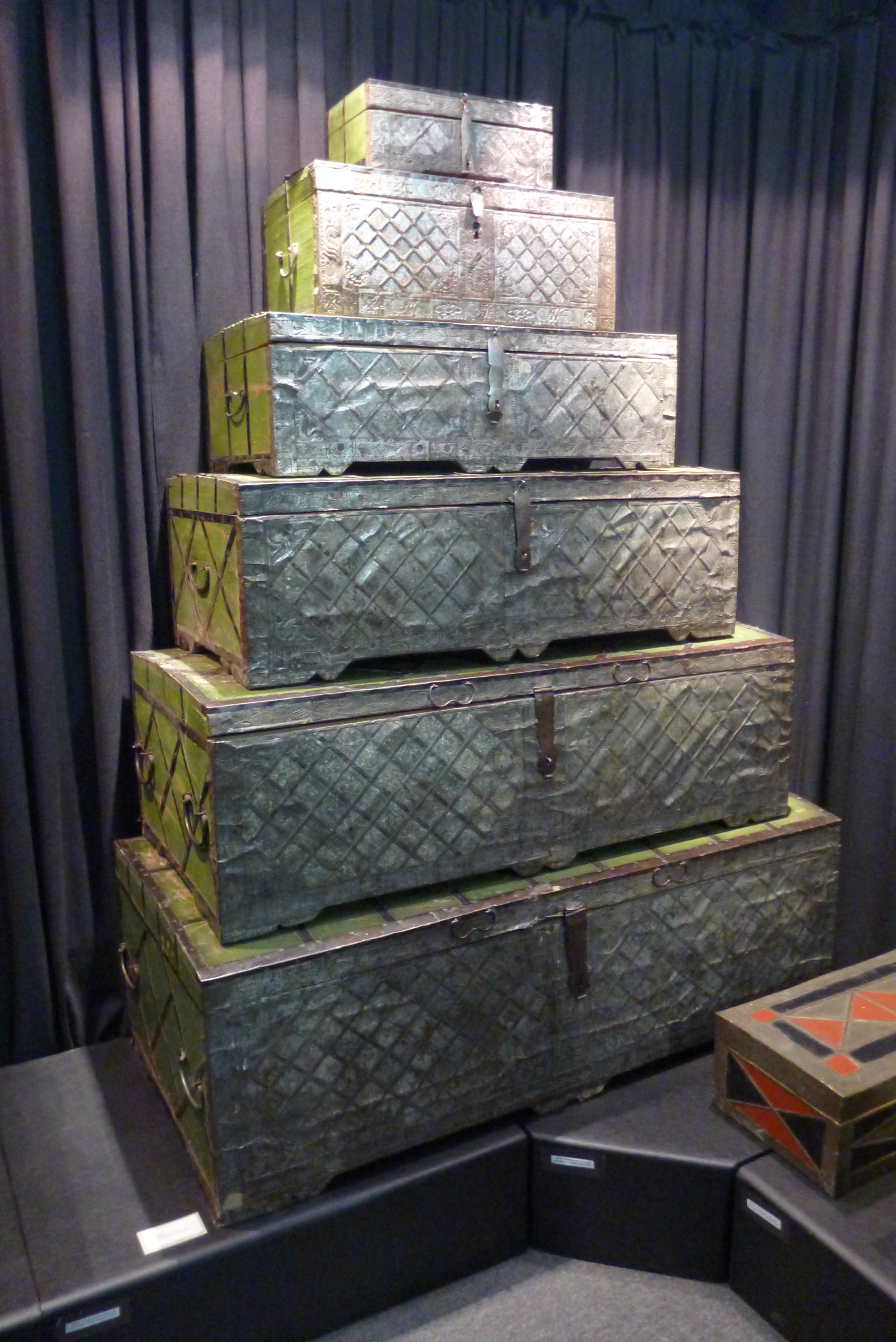
Пирамида сундуков в музее Нижнего Тагила

Изготавливались сундуки чаще всего из дерева, отделывались декоративными металлическими деталями. Для предотвращения кражи хранившихся в них ценностей имели запорные устройства: в дорогих сундуках в виде встроенного замка или секретного механизма, предотвращающего отпирание, а в дешёвых в виде навесного замка.

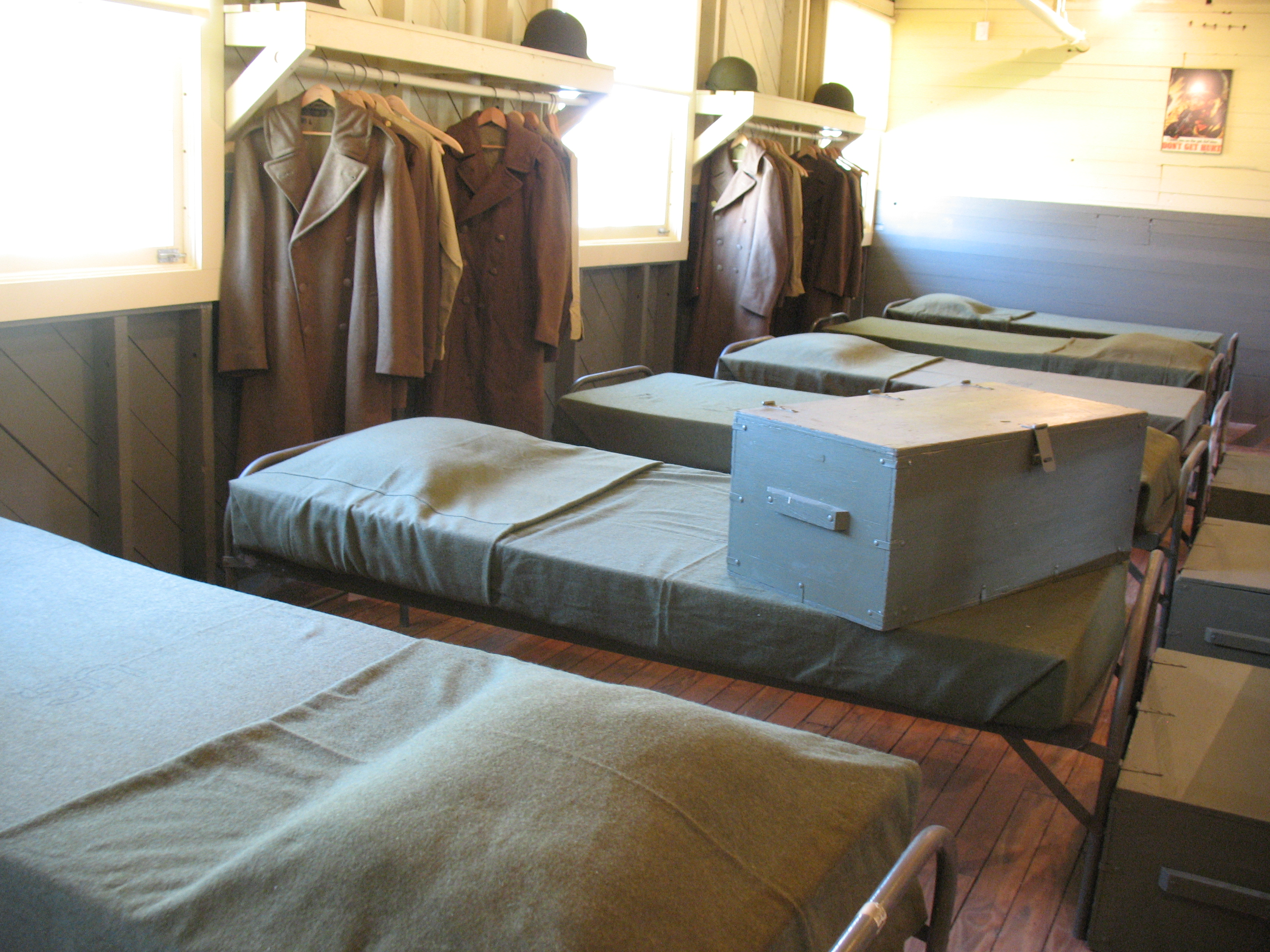
Воссозданная в Форте Беннинг (США) армейская казарма периода Второй мировой войны с койками, установленными по схеме «голова-ноги» для предотвращения распространения болезней, и прикроватными рундуками для личных вещей и снаряжения. 2010 г.

К специфическим разновидностям сундуков можно отнести теремо́к и подголо́вник. Сундук-теремок получил своё название от надстройки над богатым домом — терема — и, подобно ему, имел на крышке главного своего отделения ещё одно, меньшего размера вместилище со своей особой крышкой, в которое помещались наиболее ценные предметы. Сундук-подголовник был небольших размеров, крышку имел состоящую из двух плоскостей: горизонтальной, прикрывавшей заднее отделение сундучка, и наклонной, над передним отделением, на которую клали подушку. Владелец такого сундука мог не бояться, что у него выкрадут самые ценные его вещи, когда он будет спать.
В то время как сундук являлся предметом роскоши и использовался для хранения дорогих вещей, существовал ларь, по форме своей схожий с сундуком, но сделанный более просто, грубо и не имевший украшений. В нём хранили зерно, муку, на базаре использовали для продажи съестного.
До появления пильных мельниц в конце XVIII века и связанного с этим удешевления пиломатериалов сундук, будучи дорогостоящим предметом, был принадлежностью богатого дома, а у простых людей на Руси его заменяла коробья́ — стенки у неё были из луба, а донце деревянное, имелась крышка. Коробьи были разных размеров, могли быть с росписью и не расписанными — «белыми». В больших количествах они имелись и в домах богатых людей.

## Рундук
Различные ящички на морских и речных судах называются рундука́ми и предназначаются для хранения флагов, лотов, лагов, личных вещей и тому подобного. Так же в пассажирских поездах называются короба под нижней полкой для хранения багажа. Переносной матросский ящик для личных вещей — рундучо́к. На современном флотском жаргоне рундуком также называют вещмешок.